# مدينة هرقليون
مدينة هرقليون (باليونانية: Ἡράκλειον)‏، وتعرف أيضا باسمها المصري ثونيس (Θῶνις)، وأحيانا تسمى ثونيس-هرقليون، كانت مدينة مصرية قديمة قرب الفرع الكانوبي من النيل، حوالي 32 كم شمال شرق الإسكندرية، تقع بقايا مدينة هرقليون حاليا في خليج أبي قير على بعد 2.5 كم من الشاطيء وعلى عمق 10 متر (30 قدم)، في أبو قير حيث يستكشف علماء الآثار المدينتين الغارقتين هرقليون وكانوبوس منذ عام 1992.
وبجانب كونها مركزًا دينيًا بارزًا، كانت مدينة هرقليون نقطة تجارية رئيسية على البحر المتوسط في القرن السادس قبل الميلاد.
المدينة الساحلية هرقليون كانت تسمى من قدماء المصريين «ثونس» أو «تاهونى» وكانت ميناءً هامًا لمصر على البحر المتوسط؛ وكانت توصف بأنها «مدخل بحر اليونانيين»، كما هو معروف من لوحة في ناوكراتيس وجدت في عام 1899.
عندما بدأ علماء الآثار الغوص في هذا الموقع في التسعينات من القرن الماضي، اكتشفوا أطلال معبد هرقليون الذي كان مخصصًا لآمون وهرقل-خونسو. كما عثروا أيضًا على تماثيل ضخمة للآلهة وللملوك البطالمة وزوجاتهم وآنياتهم وجواهرهم والعديد من السفن الخشبية المحطمة.
مدينة كانوبوس هي المكان الذي يعتقد أن الإلهة إيزيس عثرت فيه على آخر جزء من جسد أوزوريس المقطع بوحشية. ويؤمن قدماء المصريين طبقا لاسطورة إيزيس وأوزوريس أن أوزوريس قـُتل على يد أخيه الحقود «سيث» الذي نثر الأجزاء المقطعة من جثة أخيه في سائر أنحاء مصر.
وحسبما تقول الأساطير المصرية، نجحت إيزيس في العثور على القطع المنثورة ووضعتها في مزهرية وتم الاحتفاظ بها في مدينة كانوبوس.
ويشهد هذا الموقع، الذي يفخر بمئات من آنية الأمفورا اليونانية والرومانية، على الصلات التجارية والوطيدة بين مصر والإمبراطورية الرومانية. ولا عجب فقد فتح الإسكندر المقدوني مصر في عام 327 قبل الميلاد، وحكمها البطالمة حتى عهد كليوباترا، ثم احتلها الرومان في عام 40 قبل الميلاد بعد هزيمة كليوباترا - وبقي الرومان في مصر حتى الفتح الإسلامي.
مدينة الإسكندرية والعديد من المنظمات غير الحكومية بالتعاون من منظمة اليونسكو تعمل في مشروع بناء متحف تحت الماء لعرض هذه الأشياء إلى العامة. ويمكن ترتيب رحلات الغوص الأثرية إلى موقع المدن الغارقة بأبي قير من خلال مركز غوص المنتزه بالإسكندرية (مركز الغوص الوحيد على الساحل الشمالي المعتمد لدى غرفة الغوص والرياضات المائية).

## موقعها
31°18′15″N 30°06′02″E / 31.304167°N 30.100556°E

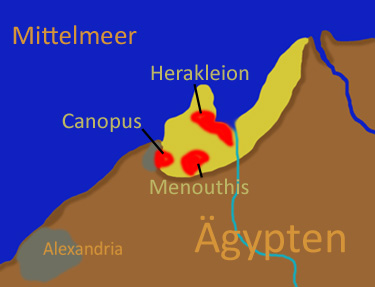
شمال مصر وموقع المدن الغارقة كانوبوس و هرقليون و مينوثيس بالقرب من أبو قير ، الإسكندرية. الأصفر يبين أراضي غارقة، وإلى اليمين بالأزرق الغامق فرع النيل ، وفرع صغير للنيل (أخضر).

هرقليون ومينوثيس وبعض أجزاء من كانوبوس كانت تقع في منطقة خليج أبوقير في موقع داخل البحر يبعد عن شاطيء أبو قير نحو 5و6 كيلومتر، وهي الآن تحت سطح الماء على عمق نحو 10 متر. يؤيد هذا مخطوطات من المؤرخين هيرودوت وسترابو ولكن موقعها قد أصابه النسيان بعدما أسس الإسكندر المقدوني مدينة الإسكندرية لتكون الميناء الرئيسي إلى اليونان.
وبقيت المدينة منسية إلى أن جاء الباحث الفرنسي فرانك جوديو (Franck Goddio) في عام 2001 ومجموعته من الباحثين الغواصين وعثر على بقايا المدينة تحت سطح الماء.
وقد تمكنت البعثة الفرنسية برئاسة جوديو من انتشال العديد من الآثار الفريدة بينها تمثال من الجرانيت الأحمر الضخم لأحد الفراعنة يبلغ ارتفاعه أكثر من 5 أمتار وبقايا معبد هيراكليون، وتمثال لامرأة من المرجح أن يكون للملكة البطلمية الشهيرة كليوباترا، وذلك بالإضافة إلى العديد من الآثار الأخرى.
كانت مدينة هرقليون موزعة على عدة جزر وتتداخلها قنوات. وأثناء إجراء القياسات الجيولوجية التي تزامنت مع الاستكشاف تحت الماء في عام 2001 فقد عثروا على تماثيل وبقايا مباني وقطع أثرية بين منطقتي هرقليون وشرق كانوبوس. وهذا يتفق مع المخطوطات القديمة، وتبين بالفعل وجود أماكن كانت مسكونة في هذا المكان في قديم الزمان وأصبحت غارقة تحت الماء.

## معبد هرقليون
بنيت هرقليون على مدينة ُ«ثونس» المصرية التي كانت ميناءً هاماً لمصر على البحر الأبيض المتوسط في القديم نحو 600 سنة قبل الميلاد. وكما تقول قصص الإغريق أن باريس من طروادة أحب هيلينا زوجة الملك وهربا سويا إلى هرقليون. على إثر ذلك اشتعلت الحرب بين سبارطة وطروادة في الحرب المعروفة بحصار طروادة.
كان معبد خونس (وهو ابن لآمون) من أهم معالم ثونس، يؤمه الناس من شرق المتوسط للعبادة والشفاء؛ وكان الإغريق يقرنون به إلاههم هرقل. وبعد ذلك أصبح المعبد معبدا لآمون.

## أهميتها

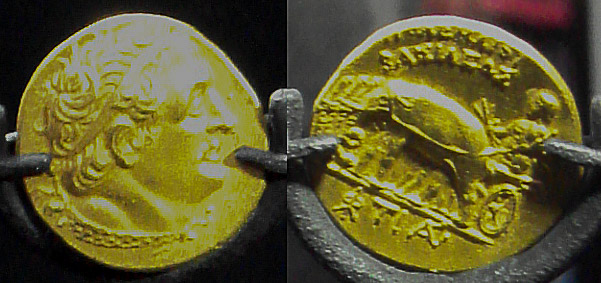
عملات ذهبية من البطالمة وجدت تحت الماء في هرقليون.

لم تكن هرقليون مدينة هامة لما فيها من مراكز دينية فقط، وإنما كانت في نفس الوقت ميناء تجاري هام على البحر الأبيض المتوسط؛ وهذا منذ القرن السادس قبل الميلاد. وكانت بنيتها التحتية مقسمة في أكثر من 6 حوض بحري، حيث عثر أثناء عمليات الغوص على مراكب وسفن غارقة ترجع إلى القرن 6 والقرن الثاني قبل الميلاد.
وتوجد مخطوطة من عام 380 قبل الميلاد تقول:«تجمع بأمر فرعون نكتانيبو الأول جمارك بقدر 10% ، يقوم بجمعها وزيره في هرقليون على الذهب والفضة والأخشاب وعلى جميع البضائع» القادمة عبر بحر الإغريق«، وكذلك على ما يأتي من ناوكراتيس.»